# 厳泰永
厳 泰永（オム・テヨン、朝鮮語: 엄태영/嚴泰永、1958年1月22日 - ）は、大韓民国の政治家。堤川市議会議員、民選第3・4代堤川市長、第21・22代韓国国会議員を歴任した。
本貫は寧越厳氏。MBCアナウンサーのオム・ジュウォンは息子、アナウンサー・司会者のキム・ナニョンはその妻。

## 経歴
堤川出身。堤川高等学校、忠北大学校工科大学化学工学科卒。世明大学校経営行政大学院行政学修士課程修了。民選第3・4代堤川市長の職を終えた後、明知大学校大学院政治外交学科博士課程を修了した。2016年の第20代総選挙で落選したが、2020年の第21代総選挙で初当選した。

## 活動
議員在任中は失踪児童などの保護および支援に関する法律の改正案を代表発議したが、精神障害者の人権を侵害する恐れがあるため、障害者団体からの反対に遭った。